# Прерванный роман Тилли
«Прерванный роман Тилли» (англ. Tillie's Punctured Romance, другие названия — For the Love of Tillie / Marie’s Millions / Tillie’s Big Romance / Tillie’s Nightmare) — фильм режиссёра Мака Сеннета. Первая полнометражная кинокомедия в истории и первый полнометражный фильм с участием Чарли Чаплина. Премьера фильма состоялась в США 14 ноября 1914 года.

## Сюжет

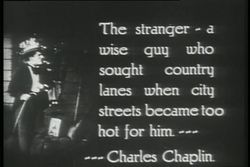
Представление Чарли

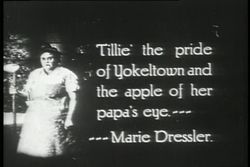
Представление Тилли

Чарли — городской парень, лицемер и пройдоха — отправляется в деревню, где знакомится с простоватой толстушкой Тилли, дочерью фермера. Тилли далеко не красотка, но зато у её отца водятся кой-какие деньги, и Чарли решает заполучить их. Тилли, никогда прежде не встречавшая такого кавалера, влюбляется и сбегает с ним из отчего дома. Чарли приглашает Тилли в ресторан, где она напивается, а он, завладев её деньгами, сбегает со своей старой подружкой Мэйбл.
Позже Чарли читает в газете, что дядя Тилли, увлекающийся альпинизмом, погиб в одной из экспедиций, а Тилли — единственная наследница миллионного состояния. Чарли возвращается к Тилли и уговаривает её выйти за него замуж.
Они вместе отправляются на виллу дяди Тилли, где устраивают вечеринку. В разгар веселья Тилли обнаруживает своего суженого с его старой подружкой, которую тот устроил в дом горничной. Тилли в ярости устраивает погром, пытаясь отомстить неверному.
Между тем дядя Тилли вовсе не погиб — он благополучно возвращается домой и видит чудовищный бардак. Вся троица (Тилли, Чарли и Мэйбл), продолжая разбираться друг с другом, спасаются от дядиного гнева и полицейского, которого отрядили за ними в погоню.
В конечном итоге девушки понимают, что Чарли не пара ни одной из них, и становятся подругами.

## Характеристика фильма
«Прерванный роман Тилли» — эксцентрическая комедия. Как и в других фильмах Мака Сеннета, здесь динамичный сюжет, много погонь и так называемых гэгов, сценок, в основе которых лежит полная нелепость.
Сам Чаплин охарактеризовал фильм со своим участием так:

Я уже снял несколько фильмов, пользовавшихся большим успехом, среди них были «Двадцать минут любви», «Тесто и динамит», «Веселящий газ» и «Реквизитор». В это же время мы с Мэйбл и Мэри Дресслер снялись в ведущих ролях в одном полнометражном фильме. Работать с Мэри было очень приятно, но фильм, по-моему, получился неудачным, и я с радостью вернулся к своей режиссёрской работе.

## В ролях
- Мэри Дресслер — Тилли Бэнкс, деревенская девушка
- Чарли Чаплин — Чарли, пройдоха
- Мэйбл Норманд — Мэйбл, подружка Чарли
- Мак Суэйн — Джон Бэнкс, отец Тилли
- Чарльз Беннетт — Дуглас Бэнкс, дядя Тилли
- Честер Конклин — мистер Вузис, гость на вечеринке
- Филлис Аллен — посетительница ресторана

В титрах не указаны
- А. Эдвард Сазерленд — полицейский[англ.][3]
- Слим Саммервилл — полицейский[англ.]

## Прокат
В прокат фильм вышел:
- В США — 21 декабря 1914 года
- В Испании — 16 ноября 1914 года
- В Швеции — 13 сентября 1920 года
- В Финляндии — 13 июля 1924 года
- В 1950-х годах прошёл ре-релиз фильма. Он уже не был немым в полном смысле — карточки читались закадровым голосом.
- В советский прокат фильм выходил под названиями «Молодая девушка» и «Тилли заводит роман».

## Продолжения и ремейки
Вышло два продолжения фильма — «Томатный сюрприз Тилли» (Tillie’s Tomato Surprise, 1915) и «Тилли просыпается» (Tillie Wakes Up, 1917). В обоих фильмах снималась Мэри Дресслер.
В 1928 году в прокат вышел ещё один фильм «Прерванный роман Тилли», в котором снялся комик Уильям Клод Дюкенфильд (более известен под псевдонимом У. К. Филдс). Довольно часто эту ленту называют ремейком фильма 1914 года, но фактически кроме названия у них мало общего.

## Факты
- «Прерванный роман Тилли» — первая полнометражная кинокомедия.
- Это и первый полнометражный фильм с участием Чарли Чаплина.
- В этом фильме Чаплин сыграл одну из немногих своих отрицательных ролей.
- Снимаясь в этом фильме, Чаплин получал гонорар размером 150 долларов в неделю.
- Фильм снят по сюжету популярной в то время комедии «Кошмар Тилли». В театральной постановке главную женскую роль также как и в фильме играла Мэри Дресслер.
- Из троицы главных героев только у Тилли собственное имя. Имена Чарли и его подружки Мэйбл совпадают с именами актеров, которые их играли.
- Актер Милтон Берл («Этот безумный, безумный, безумный, безумный мир») утверждал, что играл ребенком в «Прерванном романе Тилли» эпизодическую роль разносчика газет, которого хлопал по лицу и пинал герой Чаплина. Но в титрах он не значится и никто не знает наверняка так ли это.